# 小行星3140
小行星3140（3140 Stellafane）是一颗围绕太阳公转的小行星。1983年1月9日，布萊恩·A·史基夫在可可尼诺县发现了此天体。
該小行星以位於美國佛蒙特州的斯特拉芬天文台命名。
这颗小行星的绝对星等为267.87518等。